# Poliolais lopezi
Poliolais lopezi е вид птица от семейство Cisticolidae, единствен представител на род Poliolais. Видът е почти застрашен от изчезване.

## Разпространение
Видът е разпространен в Екваториална Гвинея, Камерун и Нигерия.